# Ray Rennahan
Ray Rennahan (Las Vegas, 1º maggio 1896 – Tarzana, 19 maggio 1980) è stato un direttore della fotografia statunitense.

## Riconoscimenti
Vinse due Oscar alla migliore fotografia: nel 1940 per Via col vento e nel 1942 per Sangue e arena.
Per il suo contributo all'industria cinematografica, è uno dei sei direttori della fotografia che sono stati omaggiati con una stella sulla Hollywood Walk of Fame. Gli altri cinque sono Haskell Wexler, Conrad L. Hall, J. Peverell Marley, Leon Shamroy e Hal Mohr.

## Filmografia
- I dieci comandamenti (The Ten Commandments), regia di Cecil B. DeMille (1923)
- La vedova allegra (The Merry Widow), regia di Eric von Stroheim (1925)
- Luna di miele (The Honeymoon), regia di Eric von Stroheim (1928)
- Il re del jazz (The King of Jazz), regia di John Murray Anderson e (non accreditato) Pál Fejös (1930)
- Se io fossi re (The Vagabond King), regia di Ludwig Berger (1930)
- The Runaround, regia di William James Craft (1931)
- La maschera di cera (Mystery of the Wax Museum), regia di Michael Curtiz (1933)
- Becky Sharp, regia di Rouben Mamoulian (1935)
- Sangue gitano (Wings of the Morning), regia di Harold D. Schuster (1937)
- Kentucky, regia di David Butler (1938)
- Campus Cinderella, regia di Noel M. Smith (1938)
- Notti argentine (Down Argentine Way), regia di Irving Cummings (1940)
- Sangue e arena (Blood and Sand), regia di Rouben Mamoulian (1941)
- Una notte a Rio (That Night in Rio), regia di Irving Cummings (1941)
- Per chi suona la campana (For Whom the Bell Tolls), regia di Sam Wood (1943)
- Le schiave della città (Lady in the Dark) di Mitchell Leisen (1944)
- Così vinsi la guerra (Up in Arms), regia di Elliott Nugent (1944)
- I tre caballeros (The Three Caballeros), regia di Norman Ferguson (1944)
- Duello al sole (Duel in the Sun), regia di King Vidor (1946)
- Gli invincibili (Unconquered), regia di Cecil B. DeMille (1947)
- I figli dei moschettieri (At Sword's Point), regia di Lewis Allen (1952)
- I pirati della Croce del Sud (Hurricane Smith), regia di Jerry Hopper (1952)
- I senza Dio (A Lawless Street), regia di Joseph H. Lewis (1955)